# Francisco Carrascón Aguado
Francisco Carrascón Aguado (Tudela, Navarra, 3 de desembre de 1876 - Madrid, novembre de 1936), fou un compositor i organista espanyol.

## Biografia
Va ser el setzè dels disset fills de la família Carrascón-Aguado. De nen va ser enviat al seminari de Tudela, on va destacar en els seus estudis de música. Després d'abandonar els estudis eclesiàstics, es va dedicar plenament als estudis musicals. Va rebre les primeres classes de piano clàssic, orgue, d'harmonia i composició del mestre de capella de la catedral de Tudela. Va completar la seva formació musical al Conservatori Nacional de Música de Madrid pels volts del 1900 i obtingué diverses titulacions musicals.
El 1910 es va casar a Madrid amb la Pilar Ruiz, filla del catedràtic d'oboè del Conservatorio Nacional de Musica de Madrid, Fermín Ruiz Escobés, amb qui va tenir dos fills: Guillermo i Ricardo. Després de ser detingut el dia 31 d'octubre del 1936, va ser afusellat pel bàndol republicà a la ciutat de Madrid, on reposen les seves despulles.

## Mestre i organista
Després d'estudiar-hi, va ser professor d'orgue en el Conservatori Nacional de Música de Madrid i va exercir d'organista a les esglésies del Buen Suceso, Santa Cruz i Santísimo Cristo de la Salud (Cristo de Ayala) de Madrid. Les misses dominicals de la parròquia del Santísimo Cristo de la Salud, van esdevenir veritables concerts on va donar a conèixer obres de César Franck, Vincent d'Indy, André Gedalge i d'altres autors poc coneguts a Espanya. Va ser professor de música dels col·legis de Santa Cristina i Las Damas Negras. D'entre els seus alumnes hi havia José Eugenio de Baviera, posteriorment acadèmic i president de la Real Academia de Bellas Artes de San Fernando, la seva germana la Mercedes, Princesa de Bagration, fills de la Infanta Maria Teresa de Bobón; també va ser professor de solfeig de Fernando Remacha.
Carrascón va ser organista de la Companyia d'Òpera del Teatro Real de Madrid, on fou Maestro Concertador, juntament amb Manuel Mira, entre 1919 i 1922.

## Compositor
Com a compositor de música eclesiàstica va compondre, entre d'altres, una Missa dominicalis per a cor i orgue, una Salve a tres veus i orgue, tres Motets i tres Tantum Ergo per a cor i orgue, un Memorare per a quatre veus i orgue i, la seva obra més coneguda, una Missa pro defunctis per a quatre veus i orquestra o orgue que, durant molts anys es va interpretar en els funerals solemnes que cada 28 de febrer se celebraven al monestir d'El Escorial per als reis de la dinastia espanyola.